# Ghana International 2018
Die Ghana International 2018 als offene internationale Meisterschaft von Ghana im Badminton fanden vom 12. bis zum 14. Juli 2018 in Tema statt.

## Sieger und Platzierte
| Disziplin    | Gold                                            | Silber                              | Bronze                                        |
| ------------ | ----------------------------------------------- | ----------------------------------- | --------------------------------------------- |
| Herreneinzel | Harsheel Dani                                   | Siddharath Thakur                   | Aryamann Tandon                               |
| Herreneinzel | Harsheel Dani                                   | Siddharath Thakur                   | Siril Verma                                   |
| Dameneinzel  | Ksenia Polikarpova                              | Aurelie Marie Elisa Allet           | Samin Abedkhojasteh                           |
| Dameneinzel  | Ksenia Polikarpova                              | Aurelie Marie Elisa Allet           | Hadia Hosny                                   |
| Herrendoppel | Vasantha Kumar Hanumaiah Raganatha Ashith Surya | Vaibhaav . Prakash Raj S.           | Joseph Abah Eneojo Gideon Babalola            |
| Herrendoppel | Vasantha Kumar Hanumaiah Raganatha Ashith Surya | Vaibhaav . Prakash Raj S.           | Utkarsh Arora Vighnesh Devlekar               |
| Damendoppel  | Harika Veludurthi Karishma Wadkar               | Grace ANNABEL Atipaka Stella Bentum | Eunice ABENA Arthur Eyram Yaa Migbodzi        |
| Damendoppel  | Harika Veludurthi Karishma Wadkar               | Grace ANNABEL Atipaka Stella Bentum | Esme Osseane Davila Loess Aïcha Laurene N'Dia |
| Mixed        | Harika Veludurthi Vighnesh Devlekar             | Karishma Wadkar Utkarsh Arora       | Peace Orji Joseph Abah Eneojo                 |
| Mixed        | Harika Veludurthi Vighnesh Devlekar             | Karishma Wadkar Utkarsh Arora       | Aurelie Marie Elisa Allet Georges Paul        |